# Knížecí-biskupská konírna (Freising)
Knížecí-biskupská konírna byla dvorní konírna knížat-biskupů arcidiecéze mnichovsko-freisinské na tzv. Domberg v bavorském městě Freisingu v Německu. Dnes v budově sídlí Knihovna Freisinského dómu.
Konírna byla vybudována za úřadu biskupa Albrechta Zikmunda Bavorského, však první plány pochází již z roku 1668. Návrh architekta Giovanniho Gaspara Zuccalliho na zbudování v přízemí koníren a v patře společenského sálu nebyl nikdy uskutečněn. Mezi léty 1670 a 1671 vznikla budova s konírnou v přízemí a biskupskou galerií v patře. Navrhovaný společenský sál byl nakonec zbudován v knížecí-biskupské rezidenci.

Po sekularizaci církevního majetku roku 1802 připadl objekt bavorskému království. Nejprve bylo zamýšleno využít budovu jako sklad Bavorského státního archivu, avšak k realizaci tohoto plánu nikdy nedošlo, jelikož roku 1834 byl objekt přebudován ke školským účelům. Sídlilo zde lyceum, které se později proměnilo na Filozoficko-teologickou vysokou školu. Část budovy připadla státnímu Dom-Gymnasiu. Kvůli narůstajícím počtům studentů, byla budova bývalých koníren na přelomu let 1877 a 1878 rozšířena ještě o jedno nadzemní podlaží. Po vystěhování obou škol ve 2. polovině 20. století se začalo hledat nové využití objektu. Město Freising mělo úmysl poskytnout volné prostory střední odborné škole. Nakonec budova připadla roku 1981 arcidiecézi mnichovsko-freisinské. Po nákladné přestavbě, kdy byly např. vyměněny dřevěné stropy za betonové, byl objekt slavnostně 17. května 1994 vysvěcen. Dnes se v přízemí nachází farní archiv, v prvním patře veřejnosti přístupná Knihovna Freisinského dómu s kancelářemi a v posledním patře knižní sklad. V prostorách se také konají kulturní a společenské akce či výstavy.

## Galerie

Pohled ze zahrady
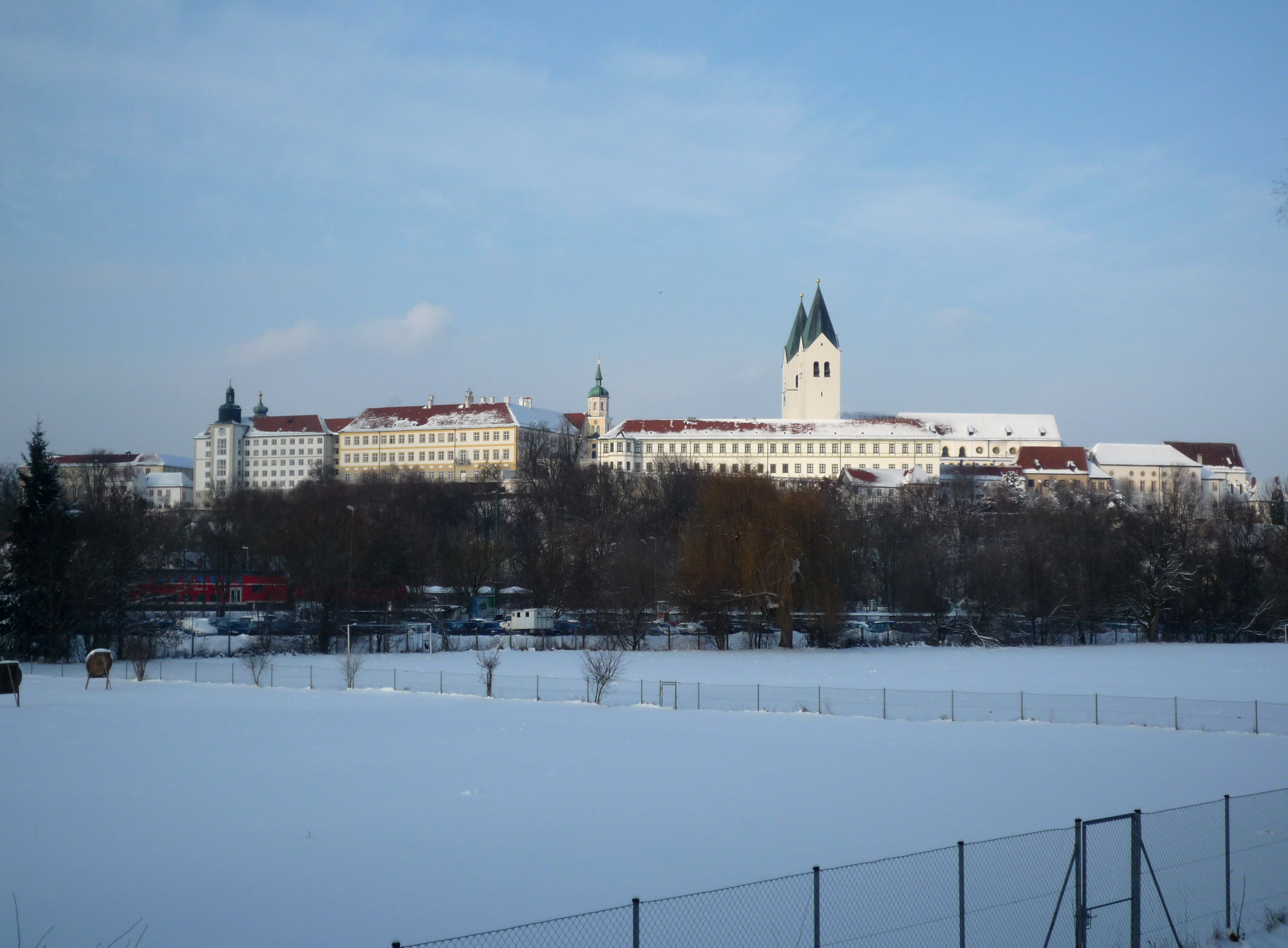
Pohled na celý areál tzv. Dombergu; uprostřed před dómem je objekt bývalých konírem